# Голуб Олександр Олександрович
Олександр Олександрович Голуб (9 січня 1955 — 8 серпня 2023) — український журналіст, головний редактор «Селянської газети», багаторічний голова Харківської обласної організації Національної спілки журналістів України, «Заслужений журналіст України».

## Життєпис
Закінчив Харківський державний педагогічний інститут ім. Сковороди (1976) за фахом учитель української мови та літератури, у 1987 році здобув фах журналіста.
Працював учителем Красноградської СШ № 3, кореспондентом, зав.відділом Красноградської райгазети, редактором Нововодолазької райгазети, кореспондентом, редактором харківської обласної газети «Панорама», головним редактором республіканського «Сільського журналу».
З 1992 р. — головний редактор всеукраїнської «Селянської газети».
Цитата: «Дуже хочеться пожити у цивілізованому суспільстві, і не десь у Канаді, США чи Австралії, у яких давно оселились українці, а тут, на рідній землі, де ще не все гаразд із порядністю влади, соціальною справедливістю, демократією і свободою слова. Та де ви бачили, щоб усе це давалося людям без активного відстоювання своїх прав, без чесної громадської дискусії і називання речей своїми іменами? Саме у цьому я і вбачаю місце для прикладення творчих сил порядними журналістами. Мені страшенно не подобається українське прислів’я «Танцюй, враже, як пан скаже», яке стало девізом для багатьох моїх колег…»

## Громадська і політична діяльність
Депутат Харківської обласної ради трьох скликань (1998—2010 р.р.).
Голова правління Харківської обласної організації НСЖУ (з 2006). Делегат з'їздів НСЖУ, член Правління Спілки журналістів.

## Відзнаки
- Заслужений журналіст України (3 червня 2004) — за значний особистий внесок у розвиток вітчизняної журналістики, вагомі творчі здобутки, високий професіоналізм та з нагоди Дня журналіста[1]